# Åland
Åland (på dansk også Ålandsøerne, finsk: Ahvenanmaa) er en finsk selvstyrende øgruppe med 30.684 indbyggere (30.6. 2024), beliggende i den nordlige del af Østersøen ved indgangen til Den Botniske Bugt og ca. 40 km fra den svenske og 100 km fra den finske kyst. Øgruppen består af over 6.500 øer og skær. Hovedstaden er Mariehamn. Der er 16 kommuner i landskabet.
Ifølge Folkeforbundets beslutning i 1921 blev øerne en demilitariseret zone og kom under finsk styre, men med internt selvstyre. Flertallet af Ålandsøernes indbyggere har et reserveret forhold til det finske hovedland, men er tilfreds med den nuværende autonomstatus.
Ålandsøerne er en af Jordens få demilitariserede zoner, og har siden 1992 været hjemsted for et fredsinstitut.
Ålandsøernes økonomi er domineret af turisme og skibsfart. Færgetrafikken til Sverige og Finland er støttet med skattefordele, som begunstiger fordelagtige toldfrie indkøb.
Svensk er øernes officielle sprog. Ålandsk svensk står rigssvensk nærmere end finlandssvensk. 5 % af Ålandsøernes indbyggere har finsk som modersmål.

## Geografi
Mariehamn, Ålands eneste købstad, ligger på en smal halvø i hovedøens sydlige del.
90 % af indbyggerne bor på den vestlige hovedø Fasta Åland, der har et areal på 1.010 km² og som ligger ca. 40 km fra den svenske kyst og 100 km fra den finske. Ålandsøernes samlede landareal er 1.527 km² og et vandareal på 13.51 km².
Regner man et skær på 0,25 ha for en ø, består øgruppen af i alt 6.757 øer. Det på ca. 60 øer fordelte indbyggertal på 30.402 giver en befolkningstæthed på 20 indbyggere pr kvadratkilometer.
Ålandsøerne er en relativt flad øgruppe. Den højeste bakke er den 129 meter høje Orrdalsklint på den nordlige del af Fasta Åland. Den latinske betegnelse for Åland er Alandia, og derfor indgår dette ord i mange virksomheders navne.

### Klima
Klimaet er på grund af beliggenheden i Østersøen relativt mildt. Østersøen opvarmer om vinteren de kolde nordøstvinde og køler om sommeren de varme sydøstvinde. Den gennemsnitlige nedbør pr. år er på 551 mm og er dermed mindre end på det svenske og finske fastland. Gennemsnitstemperaturen er 5,5 °C. Den højeste målte temperatur er 31,3 °C, den laveste -32,4 °C.

### Flora og Fauna
Åland har overvejende birk, gran og fyrretræer, men også i mindre antal løvtræer som eg,
ask, elm, løn og lind.
Der vokser også mange arter af gøgeurt-familien, hvoraf de fleste er i blandt de 50 plantearter, der er fredet.
Åland er hjemsted for ca. 25 pattedyrarter, som gnavere, samt kronhjorte og rådyr.
Det relative milde havklima giver et rigt fugleliv med ca. 130 fuglearter, deriblandt den truede bjergand. Havørnen var fra 1975 næsten udryddet men kan på grund af fredning og udsætning af føde igen ses ofte over alt på Ålandsøerne.
- Sommer på Åland
- Bjergand
- Viking Line færge til Åland
- Færgeleje på Överö

## Historie
- 3. årtusinde f.Kr.: I stenalderen bosatte de første fiskere og jægere sig.
- 1. århundrede f.Kr.-400: I begyndelsen af den nordiske bronzealder nåede de første bronzegenstande som smykker og våben til øerne.
- 400-600 var øerne formodentlig ubeboede. Der er fra denne periode ikke fundet tegn på beboelse. Grundene til affolkningen er stadig en gåde.
- 7. århundrede En ny bølge af indvandrere nåede øerne fra vest og udgjorde grundlaget for Ålandsøernes nutidige befolkning.
- 1000-1300: I perioden, hvor det det svenske rige grundlægges, var Ålandsøerne en del af det katolske bispedømme i Linköping og blev derfor i samme periode en del af det svenske rige og øerne blev kristnet.

- 1388: Ålands historie er i den følgende tid lig med Sveriges historie. På grund af øernes geografiske beliggenhed fik Åland stor strategisk betydning, og i 1388 byggede svenskerne borgen Kastelholm Slot.
- 1856: I Aalands-servitutten efter Krimkrigen i 1856 vedtages der, at "de Aalandske Øer ikke må befæstes, og at militær- og marineinstallationer hverken må vedligeholdes eller nyopføres".

- 1914-1918 Rusland bygger fæstningsanlæg på Åland. På Dalsberghøjen i Jomala byggede russerne en kaserne med ca. 100 soldater. I marts 1918 trak russerne sig tilbage fra Kungsö-batteriet, efter at tyske tropper var landet på øen.
- 1917: Finland blev selvstændigt, og efter at den sidste russiske kejser var blevet afsat i marts 1917, krævede de forskellige folkeslag i kejserriget ret til national selvbestemmelse. På et møde på Ålands Folkehøjskole i august 1917 forlangte udsendinge fra de ålandske kommunalbestyrelser, at øerne blev genforenet med Sverige. Ved en underskriftsindsamling blev kravet om genforening støttet af over 95 procent af den voksne befolkning.
- I 1919 vælger ålændingene et landsting, der dog ikke bliver anerkendt af de finske myndigheder.
- 1921: Sagen om genforening med Sverige går i hårdknude. 20. oktober aftaler de implicerede stater på en konference i Geneve, at øerne skal tilfalde Finland. Betingelserne er:
  - Ålandsøerne skal afmilitariseres og være neutrale.
  - Øerne skal have indre selvstyre under et folkevalgt landsting.
  - Åland skal være et rent svensksproget område med sin egen kultur. Der må ikke forsøges nogen form for "forfinskning".

- 1922: Den 9. juni træder det nyvalgte Landsting Ålands lagting sammen til sit første møde og siden har den 9. juni været Ålandsøernes nationaldag, Selvstyredagen.

- 1954: 3. april fik Åland sit eget flag.
- 1984: Åland har siden 1984 haft sine egne frimærker og siden 1993 eget postvæsen.

## Kommuner
I provinsen Åland er der 16 kommuner. Hovedby og eneste by er Mariehamn.
De seks skærgårdskommuner Brändö, Kumlinge, Vårdö, Föglö, Sottunga og Kökar er de mindste kommuner i Finland. Sottunga er med kun 130 indbyggere den mindste kommune i EU.
| 1. Brändö (515 indbyggere) 2. Eckerö (895) 3. Finström (2.371) 4. Föglö (608) 5. Geta (461) 6. Hammarland (1.365) 7. Jomala (3.444) 8. Kökar (293) 9. Kumlinge (387) 10. Lemland (1.662) 11. Lumparland (383) 12. Mariehamn (10.626) 13. Saltvik (1.747) 14. Sottunga (134) 15. Sund (1.039) 16. Vårdö (417) |

## Turisme og trafik
Fra Helsinki, Turku, Stockholm og Tallinn sejler der store cruisefærger fra rederierne Viking Line og Silja Line / Tallink. Disse færger går kun til Åland pga. deres mulighed for toldfrit salg ombord ved anløb i et ikke EU-medlemsland. Der er også færgeforbindelser fra de svenske byer Kapellskär og Grisslehamn. Fra den finske side er der skærgårdsfærger fra Vuosnainen og Galtby til Åland
Eckerö Linjen sejler fra Grislehamn i Sverige til Eckerö på Åland. Sejltid 2 timer. Køretiden fra Stockholm til Grislehamn er ca. 2 timer.
I Mariehamn ligger museumsskibet "Pommern". Den firemastede jernbark er bygget i begyndelsen af 1900-tallet. Lige ved siden af Pommern ligger det verdensberømte søfartsmuseum.
Hver sommer afholdes der på torvet i Mariehamn musikfestivalen Rockoff.
Åland har en speciel natur, ca. 40 naturreservater, i skærgården er der mange muligheder for sejlsport og der er overalt cykelstier. Øernes vejnet har en længde på 913 km, deraf er 747 km asfalteret.
I 2005 fik Ålandsøerne sit eget flyveselskab Air Åland, som fra Mariehamn lufthavn flyver til Helsinki og Stockholm.
2004 blev Åland besøgt af 224.800 gæster, 111.400 fra Sverige, 92.500 fra Finland og 6.700 gæster fra Tyskland.
I modsætning til Sverige, Finland og Norge, hvor allemandsretten giver fremmed lov til at færdes og tilmed overnatte på fremmed mands uindhegnede jord, så har Åland ikke nogen sådan bestemmelse, hvilket giver andre betingelser for turisme og opankring af lystfartøjer end i det vestlige naboland.